# Smîrnove, Kuibîșeve
Smîrnove (în ucraineană Смирнове) este localitatea de reședință a comunei Smîrnove din raionul Kuibîșeve, regiunea Zaporijjea, Ucraina.

## Demografie
Componența lingvistică a localității Smîrnove
     Ucraineană (91,56%)
     Rusă (5,19%)
     Belarusă (1,24%)
     Alte limbi (0,08%)
Conform recensământului din 2001, majoritatea populației localității Smîrnove era vorbitoare de ucraineană (91,56%), existând în minoritate și vorbitori de rusă (5,19%), armeană (1,94%) și belarusă (1,24%).